# Балтуй
Балтуй (бур. Байлтай) — деревня в Аларском районе Усть-Ордынского Бурятского округа Иркутской области. Входит в муниципальное образование «Тыргетуй».

## География
Деревня расположена примерно в 33 км к востоку от районного центра.

## Внутреннее деление
Состоит из 2 улиц: Первомайской и Солнечной.

## Происхождение названия
По словам Матвея Мельхеева, название происходит от бурятского байлтай — «место, удобное для остановки».
Станислав Гурулёв считает, что данный топоним произошёл от бурятского бал — «мёд». Также он не исключает связь с эвенкийским бали — «слепой», «замкнутый».

## История
На 1874 год улус Балтуйский, где насчитывалось 16 жителей. Согласно переписи населения 1897 года существовало 2 улуса Балтуйских. Один из них входил в Куйтинское инородческое ведомство, там насчитывалось 18 хозяйств, второй входил в Нельхайское инородческое ведомство, в нём насчитывалось 31 хозяйство.

## Население
| 2002 | 2010 | 2011 | 2012 |
| ---- | ---- | ---- | ---- |
| 122  | ↘89  | →89  | ↘88  |